# 向云驹
向云驹（1956年—），笔名毕兹、肖乡、伍仁、芸芸等，男，土家族，湖南湘西人，中国文艺评论家、作家，曾任中国民间文艺家协会秘书长。